# Aloe affinis
Aloe affinis är en grästrädsväxtart som beskrevs av Alwin Berger. Aloe affinis ingår i släktet Aloe och familjen grästrädsväxter. Inga underarter finns listade i Catalogue of Life.